# Seegefechte von Iquique und von Punta Gruesa
Die Seegefechte von Iquique und von Punta Gruesa fanden während des Salpeterkrieges zwischen Chile und Peru am 21. Mai 1879 statt. Bei Iquique wurde der chilenische Kapitän und heutige Nationalheld Arturo Prat getötet und seine Korvette Esmeralda versenkt; bei dem einige Stunden später stattfindenden Gefecht von Punta Gruesa sank die peruanische Panzerfregatte Independencia, nachdem sie auf einen Felsen aufgelaufen war.

## Vorgeschichte
Ziel Chiles in der Anfangsphase des Krieges war es, die peruanische Marine zu vernichten und so die alleinige Seeherrschaft vor der peruanischen, bolivianischen und chilenischen Küste zu erlangen. Im Mai 1879 blockierten die chilenische Korvette Esmeralda, das Kanonenboot Covadonga und der Transporter La Mar den Hafen der damals noch peruanischen Stadt Iquique. Die Schiffe standen unter dem Kommando von Fregattenkapitän Arturo Prat Chacón und Kapitän Carlos Condell de la Haza. Auf peruanischer Seite erhielten das Flaggschiff Huáscar unter dem Kommando des peruanischen Konteradmirals und späteren Nationalhelden Miguel Grau Seminario und die gepanzerte Fregatte Independencia unter dem Kommando von Kapitän zur See Juan Guillermo Moore Ruiz den Befehl, die Blockade zu beenden.

## Verlauf

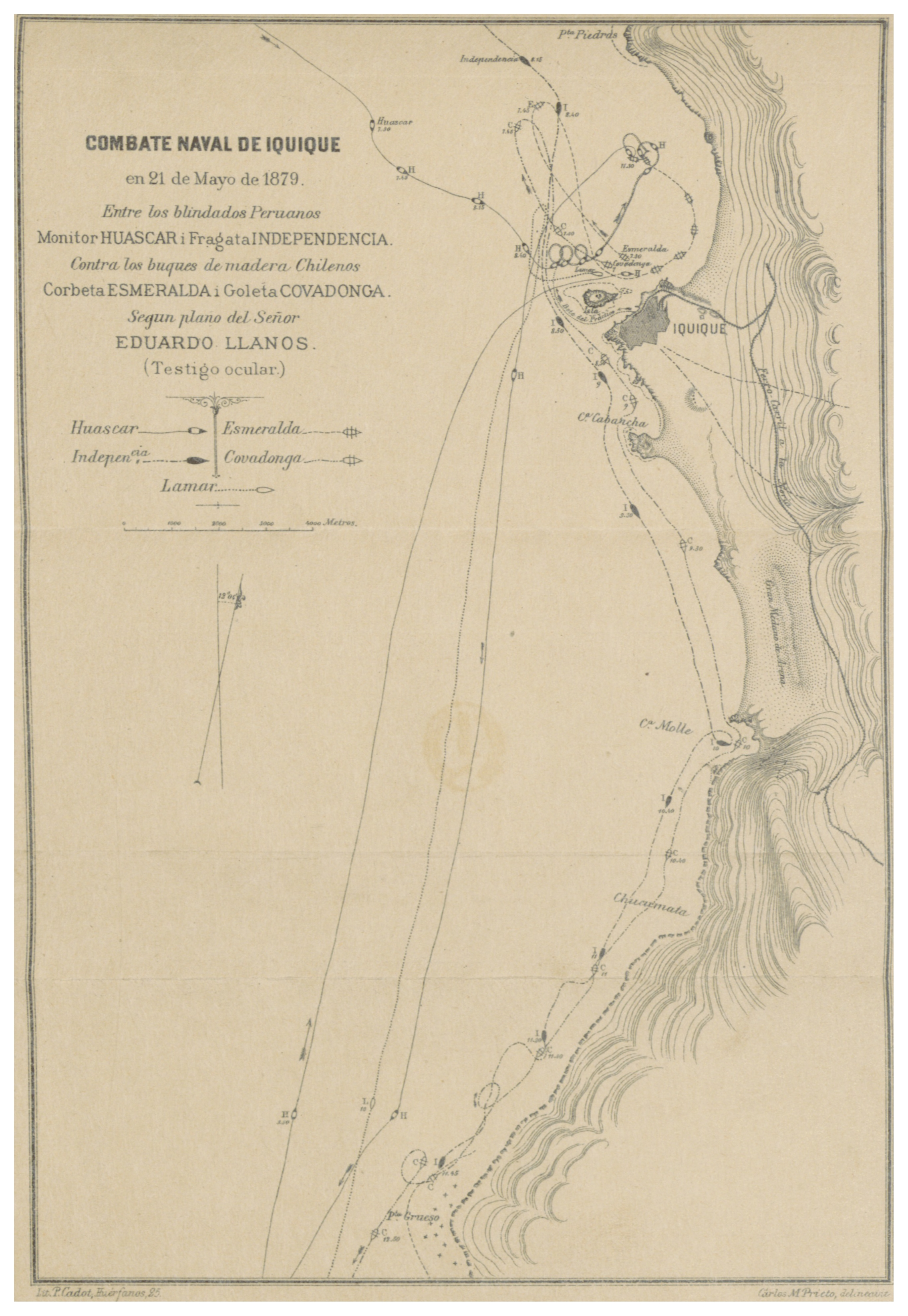
Karte zum Verlauf der Kampfhandlungen (animierte Fassung hier, Quelle: chil. Marine)

Am Morgen des 21. Mai 1879 näherten sich die peruanischen Schiffe dem Hafen von Iquique. Während die La Mar die Flagge der USA hisste und floh, begaben sich die Esmeralda und die Covadonga zunächst in unmittelbare Nähe des Hafens und eröffneten das Feuer auf die herannahende Huáscar. Eine halbe Stunde später traf auch die Independencia vor Iquique ein. Da die Peruaner aufgrund des Seegangs in der Hafeneinfahrt nicht zuverlässig zielen konnten und Admiral Miguel Grau nicht das Risiko eingehen wollte, durch versehentlichen Beschuss des Ufers Peruaner zu gefährden, war es ihm allerdings kaum möglich, das Feuer zu erwidern.
Nachdem mobile peruanische Küstenbatterien in Stellung gebracht worden waren und vom Strand aus das Feuer auf die chilenischen Schiffe eröffnet hatten, versuchten diese zu fliehen. Der Covadonga gelang zunächst die Flucht nach Süden, sie wurde von der Independencia verfolgt und einige Stunden später eingeholt. Das Seegefecht zwischen diesen beiden Schiffen, in dessen Verlauf die Independencia auf eine in den Seekarten nicht verzeichnete Untiefe lief, wird überwiegend als eigenständiges Kriegsereignis betrachtet und als Seegefecht von Punta Gruesa bezeichnet. Um eine Erbeutung durch die Chilenen zu verhindern, wurde die Independencia von der eigenen Besatzung auf Grund gesetzt und die Mannschaft begann, das Schiff zu verlassen. Die Covadonga kehrte zurück und nahm das manövrierunfähige Schiff unter Beschuss. Der Verlust ihres größten und modernsten Schiffes traf die peruanische Marine schwer und wird hauptsächlich auf Unerfahrenheit der Schiffsführung zurückgeführt.
Die Esmeralda hatte Probleme mit ihrer Maschine, so dass sie nicht rechtzeitig fliehen und dem Gefecht mit der Huáscar ausweichen konnte. Als sie aufgrund des Beschusses von der Küste ihre günstige Ausgangsposition aufgeben und nach Norden ausweichen musste, bemerkte Admiral Grau, dass die Esmeralda nicht, wie ihm vorab von Agenten fälschlich mitgeteilt worden war, durch Torpedostellungen geschützt war, und er beschloss, den Gegner zu rammen. Da sich Kapitän Arturo Prat der Tatsache bewusst war, dass das Panzerschiff Huáscar der Esmeralda deutlich überlegen und durch Beschuss kaum zu verletzen war, da die Projektile am Eisenpanzer abprallten, beschloss er, die Huáscar bei deren erstem Rammversuch zu entern. Dies misslang aber, weil Grau so schnell abdrehte, dass es nur Prat selbst und maximal zwei weiteren Männern des Enterkommandos überhaupt gelang, das Deck der Huáscar zu erreichen, wo sie im Kugelhagel starben. Nach dem Tod ihres Kommandanten beschlossen die Offiziere der Esmeralda, den praktisch aussichtslosen Kampf fortzusetzen und sich nicht zu ergeben. Ein zweiter Enterversuch brachte wieder nur wenige Chilenen an Bord der Huáscar, wo sie der peruanischen Gegenwehr zum Opfer fielen. In Rufweite forderte Admiral Grau seine Kontrahenten zur Kapitulation auf, was der chilenische Kommandant Oberleutnant zur See Luis Uribe verweigerte. Die Huáscar rammte die Esmeralda im Laufe des fast vierstündigen Gefechts insgesamt dreimal mit ihrem eisernen Rammsporn. Unmittelbar vor dem dritten Rammangriff wurde das Schiff aus nächster Nähe von einer Turmsalve der Huascar getroffen. Der Rammstoß traf die bereits stark beschädigte Esmeralda mittschiffs so schwer, dass sie sofort sank. Miguel Grau ließ zunächst 62 überlebende chilenische Seeleute aus dem Wasser bergen, bevor er die Verfolgung der Covadonga aufnahm. Er traf diese zwar noch im Gefecht mit der Independencia an, konnte ihre Flucht aber nicht mehr verhindern. Nach kurzem Nachstellungsversuch kehrte er zu der havarierten peruanischen Panzerfregatte zurück, nahm die überlebenden Matrosen auf und befahl, das Schiff in Brand zu setzen.
Ein chilenischer Konvoi mit 2.500 Soldaten, Munition und sonstigem Material, der nach Antofagasta unterwegs war und dessen Durchbruch Grau eigentlich zu verhindern hatte, konnte sein Ziel bedingt durch die zähe Verteidigung der Esmeralda unbehelligt erreichen. Mit ihren übrigen Schiffen mussten sich die Chilenen nach Valparaíso zurückziehen und die Blockade von Iquique beenden.

## Folgen
Bei den missglückten Enterversuchen der Huáscar und dem Untergang der Esmeralda starben 140 chilenische Seeleute, darunter Kapitän Prat; beim Untergang der Independencia fanden ca. 70 peruanische Seeleute den Tod. Die anderen beiden beteiligten Schiffe verzeichneten jeweils nur einige wenige Ausfälle.
Einige Wochen nach dem Kampf sandte Admiral Grau den Degen des gefallenen Arturo Prat zusammen mit einem Beileidsschreiben an dessen Witwe, wobei er den Mut und die Tapferkeit seines Kontrahenten mit anerkennenden Worten lobte und sich bedauernd über die Schrecken des Krieges äußerte.
Die chilenische Marine begann nun eine erbarmungslose Jagd auf die Huáscar, die ihrerseits chilenische Häfen und Nachschublinien beschoss. Am 8. Oktober 1879 wurde sie schließlich gestellt und im Seegefecht von Angamos erfolgreich geentert und erbeutet. Admiral Grau fiel bereits zu Beginn dieses Gefechts durch einen Granattreffer auf der Kommandobrücke.
Die Gefechte von Iquique und von Punta Gruesa stellten zwar insgesamt einen taktischen Sieg der Peruaner dar, da die Blockade von Iquique wie beabsichtigt beendet werden konnte. Jedoch zahlten sie für diesen Prestigeerfolg, der eher aus innenpolitischen denn aus militärischen Erwägungen heraus notwendig erschienen war, strategisch letztlich einen zu hohen Preis. Nach dem Verlust der Independencia war die Huáscar das letzte größere Kriegsschiff, das der peruanischen Marine verblieben war. Der „Tag von Iquique“ wird daher gemeinhin als Vorentscheidung für die Erringung der Seeherrschaft im Pazifik durch die chilenische Marine gewertet und in Chile jedes Jahr festlich begangen.
Prat und Grau, deren Lebensläufe gewisse Parallelen aufweisen und die 13 Jahre vor Iquique Seite an Seite im Spanisch-Südamerikanischen Krieg gegen die spanische Flotte gefochten hatten, werden in ihren jeweiligen Ländern bis heute als Seehelden verehrt und gelten als Symbolfiguren der Ritterlichkeit, der vaterländischen Opferbereitschaft und des Edelmutes. Grau wurde im Jahr 2000 sogar zum „Peruaner des Jahrtausends“ gekürt.

## Verfilmung 2010
Im Mai 2010 erschien nach fünfjährigen Dreharbeiten der von der chilenischen Regierung geförderte Kinofilm La Esmeralda, 1879 (Drehbuch und Regie: Elías Llanos), der aus patriotisch-chilenischer Sicht die Versenkung der Korvette Esmeralda durch drei Rammstöße der Huáscar vor Iquique zeigt. Es handelt sich um die teuerste je in Chile entstandene Filmproduktion. Die Handlung des Films stellt die Ereignisse auf der Basis der Lebenserinnerungen des chilenischen Matrosen Wenceslao Vargas (1861–1958) dar, der 1879 während der Seeblockade in Iquique kurz vor dem Gefecht als Schiffsjunge auf die Esmeralda gekommen war und als letzter Überlebender ihrer Mannschaft gilt, der den „Tag von Iquique“ miterlebt hat. Die Darstellung ignoriert die neben der Esmeralda und der Huáscar an den Gefechten beteiligten anderen Schiffe beinahe völlig und konzentriert sich auf die Vorgeschichte und das Schicksal der an den Kampfhandlungen beteiligten chilenischen Kriegshelden. Sie zeigt die beiden Enterversuche der chilenischen Seeleute, die im Feuer des auf der Huáscar installierten Gatling-Repetiergeschützes sterben. Abweichend vom historischen Kampfgeschehen werden die beiden auf der Esmeralda aufgebauten Gatling-Waffen, die in der Realität das Deck der Huáscar bestrichen, nicht gezeigt. Nur indirekt erwähnt wird der Tod des einzigen peruanischen Gefallenen des Zusammenstoßes, Leutnant zur See Jorge Enrique Velarde, dessen Todesumstände unter Historikern umstritten sind (es ist unklar, ob er durch das Feuer vom gegnerischen Schiff oder durch gezielte Schüsse Prats ums Leben kam, während dieser sich an Deck der Huáscar aufhielt). Im Film ist die Esmeralda nach einer Kesselexplosion manövrierunfähig, und ihre Versenkung wird durch Öffnen der Luken von den Chilenen selbst eingeleitet, unmittelbar bevor sie der dritte Rammstoß der Huáscar trifft. Die Überlebenden werden auf Befehl Admiral Graus gerettet, der seine Maßnahme vorausschauend mit dem Satz begründet: „Wir haben eine Schlacht gewonnen, nicht den Krieg.“ Für den Film wurden in mehr als einjähriger Arbeit schwimmfähige Repliken der beiden Schiffe hergestellt, wobei der Nachbau der Esmeralda bei den Dreharbeiten tatsächlich versenkt wurde. Mit dem Nachbau der Huáscar sollte zeitweiligen Planungen zufolge ein Museum in der Nähe des Ortes der späteren Kaperung des Schiffes bei Angamos eingerichtet werden, was sich aber aus Kostengründen zerschlug. Die Replik bildet nur die Außenhülle des Monitors ab und besitzt keinerlei Inneneinrichtung.